# Lamprothyrsus hieronymi
Lamprothyrsus hieronymi är en gräsart som först beskrevs av Carl Ernst Otto Kuntze, och fick sitt nu gällande namn av Pilg.. Lamprothyrsus hieronymi ingår i släktet Lamprothyrsus och familjen gräs. Inga underarter finns listade i Catalogue of Life.